# Ctèsicles (escultor)
Ctèsicles (grec antic: Κτησικλῆς, llatí: Ctesicles) va ser un escultor grec.
Era l'autor d'una estàtua a Samos que va ser deteriorada, tal com explica Ateneu, de manera similar als danys patits per la Venus de Praxíteles a Cnidos.